# 10789 Mikeread
10789 Mikeread è un asteroide della fascia principale. Scoperto nel 1991, presenta un'orbita caratterizzata da un semiasse maggiore pari a 2,9079077 UA e da un'eccentricità di 0,0872646, inclinata di 2,18296° rispetto all'eclittica.
L'asteroide è dedicato all'astronomo statunitense Michael T. Read .